# Warren Zeiders

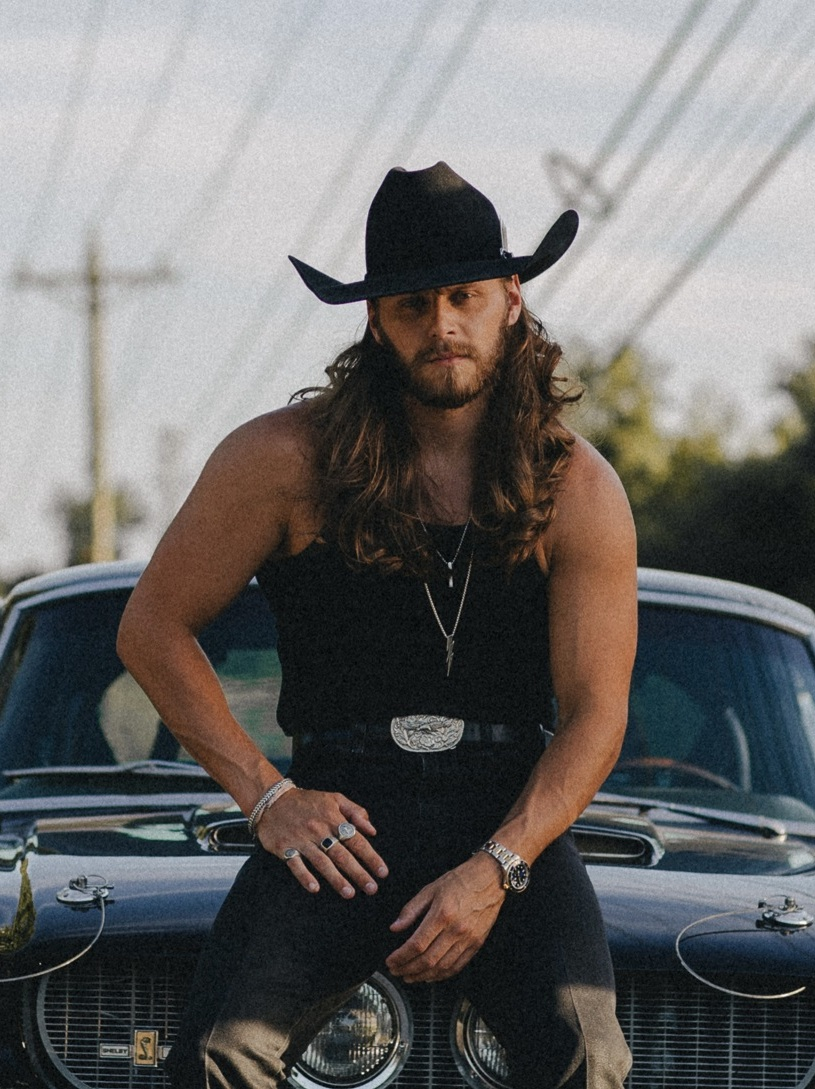
Warren Zeiders (2024)

Warren Zeiders (* 22. Oktober 1999 in Hershey, Pennsylvania) ist ein US-amerikanischer Country- und Rock-Sänger.

## Karriere
Zeiders sang als Kind in einem Kirchenchor und startete im Alter von sechs Jahren mit dem Gitarre spielen. Nach der High School studierte er Betriebswirtschaft an der Frostburg State University in Frostburg, Maryland. Er spielte auch für das Lacrosse-Team der Universität, musste seine Sportkarriere während seines Sophomore-Jahres verletzungsbedingt beenden. Während der COVID-19-Pandemie begann er, selbst aufgenommene akustische Coverversionen auf der Onlineplattform TikTok hochzuladen. Mit wachsendem Erfolg kamen immer mehr Anfragen nach eigenen Liedern. Er zog daraufhin nach Nashville und nahm seine erste EP 717 Tapes auf, die am 25. Juni 2021 im Selbstverlag erschien. Der Albumtitel bezieht sich auf die Telefonvorwahl seiner Heimatstadt. Die Single Ride the Lightning wurde auf TikTok über 500 Millionen Mal abgerufen. Am 6. August 2021 folgte das Album Acoustic Covers (Deluxe) mit akustischen Coverversionen. Dafür wählte er unter anderem Titel von Lynyrd Skynyrd, Koe Wetzel, Whiskey Myers, Jason Isbell, Afroman, Post Malone und Tyler Childers aus.
Im Januar 2022 unterschrieb Warren Zeiders einen Vertrag mit dem Plattenlabel Warner Records. Zeiders schrieb und veröffentlichte weitere Lieder über seine sozialen Medien und wählte die Lieder, die das positivste Feedback erhielten, für die EP 717 Tapes Vol. II, die am 22. April 2022 erschien. Am 30. September 2022 veröffentlichte seine Plattenfirma mit 717 Tapes – The Album eine Zusammenfassung der beiden EPs, die um vier weitere Titel aufgestockt wurde. Anschließend begann Warren Zeiders mit der Arbeit an seinem Debütalbum, auf dem er mit verschiedenen Produzenten wie Ross Copperman, Ryan Beaver, Randy Montana und Eric Paslay zusammenarbeitete. Zeiders war Co-Autor bei 13 der 14 Lieder. Dazu kam das Lied Inside Your Head, welches von Chris Stapleton und Lee Thomas Miller geschrieben wurde. Das Album Pretty Little Poison erschien am 18. August 2023 und erreichte Platz 59 der US-amerikanischen Albumcharts und Platz zwölf der Billboard Top Country Albums.

## Stil
Warren Zeiders wurde als Jugendlicher durch Country, Rock, Southern Rock, Folk, Americana, Punk-Rock und christlicher Musik beeinflusst. Zu seinen Einflüssen im Country zählte er Künstler wie Shania Twain, Garth Brooks, George Strait, Hank Williams, Jr. und Johnny Cash auf. Dazu kommen Rockbands wie Guns n’ Roses, Mötley Crüe, AC/DC und Quiet Riot. Seine Gesangsstimme wurde mit der des Nickelback-Sängers Chad Kroeger verglichen. Warren Zeiders Texte handeln von persönlichen Erfahrungen sowie von Erfahrungen, die Menschen aus seinem engsten Bekanntenkreis gemacht haben.

## Diskografie

### Studioalben
| Jahr | Titel Musiklabel                         | Höchstplatzierung, Gesamtwochen, AuszeichnungChartplatzierungen (Jahr, Titel, Musiklabel, Platzierungen, Wochen, Auszeichnungen, Anmerkungen) | Höchstplatzierung, Gesamtwochen, AuszeichnungChartplatzierungen (Jahr, Titel, Musiklabel, Platzierungen, Wochen, Auszeichnungen, Anmerkungen) | Anmerkungen                           |
| Jahr | Titel Musiklabel                         | US | Country | Anmerkungen                           |
| ---- | ---------------------------------------- | --- | --- | ------------------------------------- |
| 2023 | Pretty Little Poison Warner Records      | US59 Gold · (29 Wo.)US | Country12 (50 Wo.)Country | Erstveröffentlichung: 18. August 2023 |
| 2024 | Relapse Warner Records                   | US63 (2 Wo.)US | Country41 (1 Wo.)Country | Erstveröffentlichung: 23. August 2024 |
| 2025 | Relapse, Lies, & Betrayal Warner Records | — | Country12 (8 Wo.)Country | Erstveröffentlichung: 14. März 2025   |

### Kompilationen
| Jahr | Titel Musiklabel                     | Anmerkungen                                                      |
| ---- | ------------------------------------ | ---------------------------------------------------------------- |
| 2021 | Acoustic Covers Selbstverlag         | Erstveröffentlichung: 6. August 2021                             |
| 2022 | 717 Tapes – The Album Warner Records | Erstveröffentlichung: 30. September 2022 Zusammenfassung der EPs |

### EPs
| Jahr | Titel Musiklabel                 | Anmerkungen                          |
| ---- | -------------------------------- | ------------------------------------ |
| 2021 | 717 Tapes Selbstverlag           | Erstveröffentlichung: 25. Juni 2021  |
| 2022 | 717 Tapes Vol. II Warner Records | Erstveröffentlichung: 22. April 2022 |

### Singles
| Jahr | Titel Album                                 | Höchstplatzierung, Gesamtwochen, AuszeichnungChartplatzierungen (Jahr, Titel, Album, Platzierungen, Wochen, Auszeichnungen, Anmerkungen) | Höchstplatzierung, Gesamtwochen, AuszeichnungChartplatzierungen (Jahr, Titel, Album, Platzierungen, Wochen, Auszeichnungen, Anmerkungen) | Anmerkungen                                               |
| Jahr | Titel Album                                 | US | Country | Anmerkungen                                               |
| --- | ------------------------------------------- | --- | --- | --------------------------------------------------------- |
| 2021 | Ride the Lightning 717 Tapes                | US— PlatinUS | Country30 (… Wo.)Country | Erstveröffentlichung: 25. Juni 2021 Verkäufe: + 1.240.000 |
| 2023 | Pretty Little Poison                        | US19 ×2Doppelplatin · (28 Wo.)US | Country8 (… Wo.)Country | Erstveröffentlichung: 17. März 2023 Verkäufe: + 2.240.000 |
| 2023 | Sin So Sweet –                              | — | Country39 (… Wo.)Country | Erstveröffentlichung: 17. November 2023                   |
| 2024 | Heartbreaker –                              | — | Country41 (… Wo.)Country | Erstveröffentlichung: 2. Februar 2024                     |
| 2024 | Betrayal Relapse                            | — | Country41 (… Wo.)Country | Erstveröffentlichung: 17. Mai 2024                        |
| 2024 | Relapse                                     | — | Country30 (… Wo.)Country | Erstveröffentlichung: 7. Juni 2024 Verkäufe: + 80.000     |
| 2024 | Intoxicated Relapse                         | — | — | Erstveröffentlichung: 16. August 2024 Verkäufe: + 40.000  |
| 2024 | You for a Reason –                          | — | Country39 (1 Wo.)Country | Erstveröffentlichung: 18. Oktober 2024                    |
| 2025 | Can a Heart Take –                          | — | Country41 (1 Wo.)Country | Erstveröffentlichung: 10. Januar 2025                     |
| Folgende Lieder erschienen nicht als Single, wurden aber durch das Album zum Download und Streaming bereitgestellt und konnten somit eine Platzierung erlangen: |                                             | | |                                                           |
| |                                             | | |                                                           |
| 2025 | Love In Letting Go Relapse, Lies & Betrayal | — | Country44 (1 Wo.)Country | feat. Laine Gardner                                       |

Weitere Singles
- 2022: Ride It Hard (feat. Sueco)
- 2022: One Hell of an Angel
- 2022: Up To No Good
- 2023: West Texas Weather
- 2023: Weeping Willow
- 2024: Addictions

### Sonderveröffentlichungen
| Jahr | Titel Album                                   | Anmerkungen                                                                |
| ---- | --------------------------------------------- | -------------------------------------------------------------------------- |
| 2024 | The Cards I’ve Been Dealt Twisters: The Album | Erstveröffentlichung: 19. Juli 2024                                        |
| 2024 | Brand New Man Reboot II                       | Erstveröffentlichung: 15. November 2024 Brooks & Dunn feat. Warren Zeiders |

## Auszeichnungen

### Auszeichnungen für Musikverkäufe
| Goldene Schallplatte - Kanada - 2025: für die Single Weeping Willow - 2025: für die Single Intoxicated Platin-Schallplatte - Kanada - 2025: für die Single Up to No Good - 2025: für die Single Relapse | 3× Platin-Schallplatte - Kanada - 2025: für die Single Ride the Lightning - 2025: für die Single Pretty Little Poison |

Anmerkung: Auszeichnungen in Ländern aus den Charttabellen bzw. Chartboxen sind in ebendiesen zu finden.
| Land/RegionAuszeichnungen für Musikverkäufe (Land/Region, Auszeichnungen, Verkäufe, Quellen) | Gold     | Platin       | Verkäufe  | Quellen         |
| -------------------------------------------------------------------------------------------- | -------- | ------------ | --------- | --------------- |
| Kanada (MC)                                                                                  | 2× Gold2 | 8× Platin8   | 720.000   | musiccanada.com |
| Vereinigte Staaten (RIAA)                                                                    | Gold1    | 3× Platin3   | 3.500.000 | riaa.com        |
| Insgesamt                                                                                    | 3× Gold3 | 11× Platin11 |           |                 |

### Musikpreise
| Jahr | Kategorie                           | für                  | Resultat |
| ---- | ----------------------------------- | -------------------- | -------- |
| 2024 | Breakthrough Male Video of the Year | Pretty Little Poison | Gewonnen |

| Jahr | Kategorie                   | für            | Resultat  |
| ---- | --------------------------- | -------------- | --------- |
| 2024 | The New Artist of 2024      | Warren Zeiders | Nominiert |
| 2024 | The New Artist Song of 2024 | Betrayal       | Nominiert |